# Ayoub Jarfi
Ayoub Jarfi, né le 8 mars 1996 à Tanger, est un footballeur marocain évoluant au poste de défenseur central au l'IR Tanger.

## Biographie
Avec le club de l'Ittihad de Tanger, il participe à la Ligue des champions d'Afrique lors de la saison 2018-2019.

## Palmarès

### En club
Ittihad de Tanger
- Championnat du Maroc
  - Champion : 2018